# 宰殺雛鳥

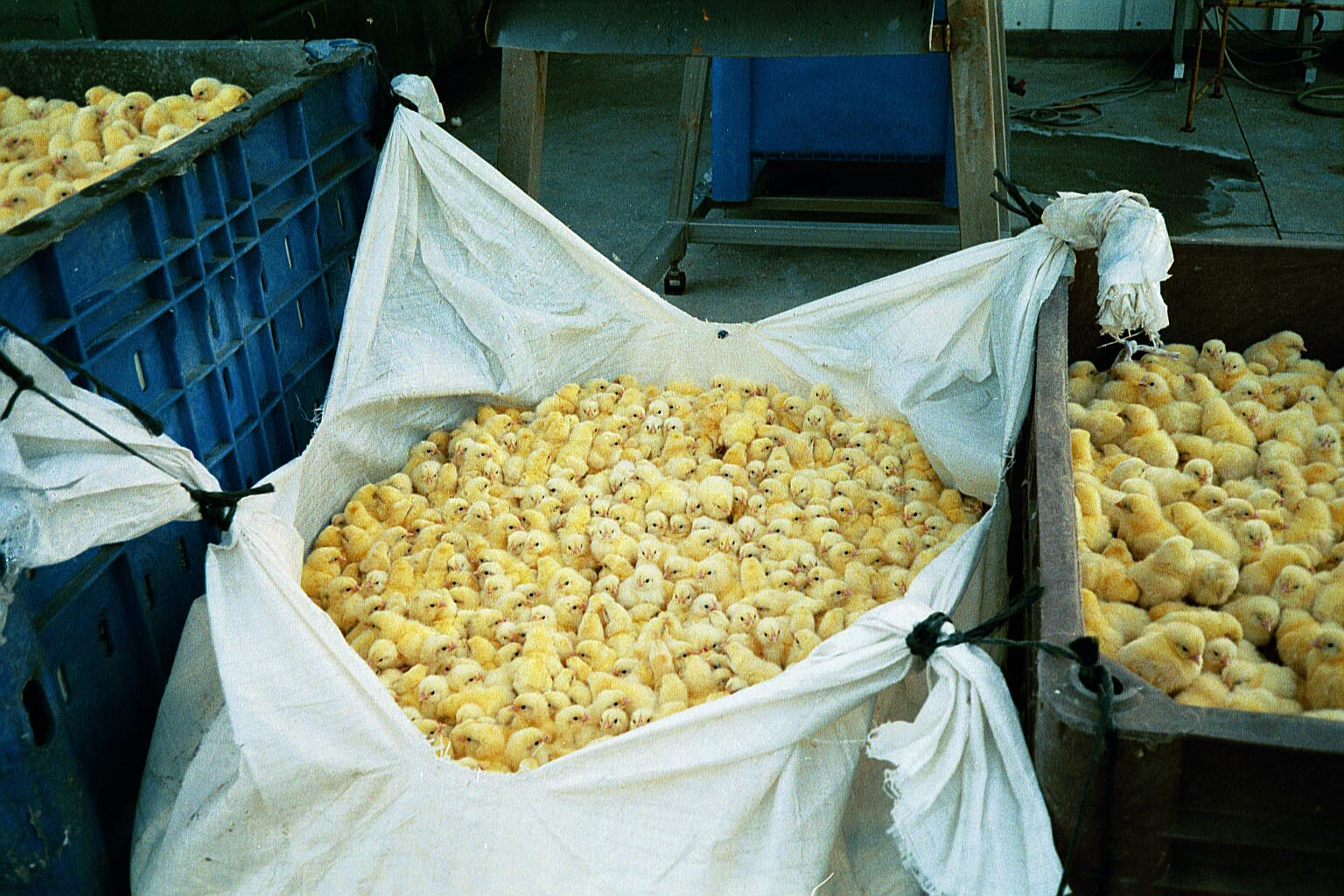
待絞碎的公雞。

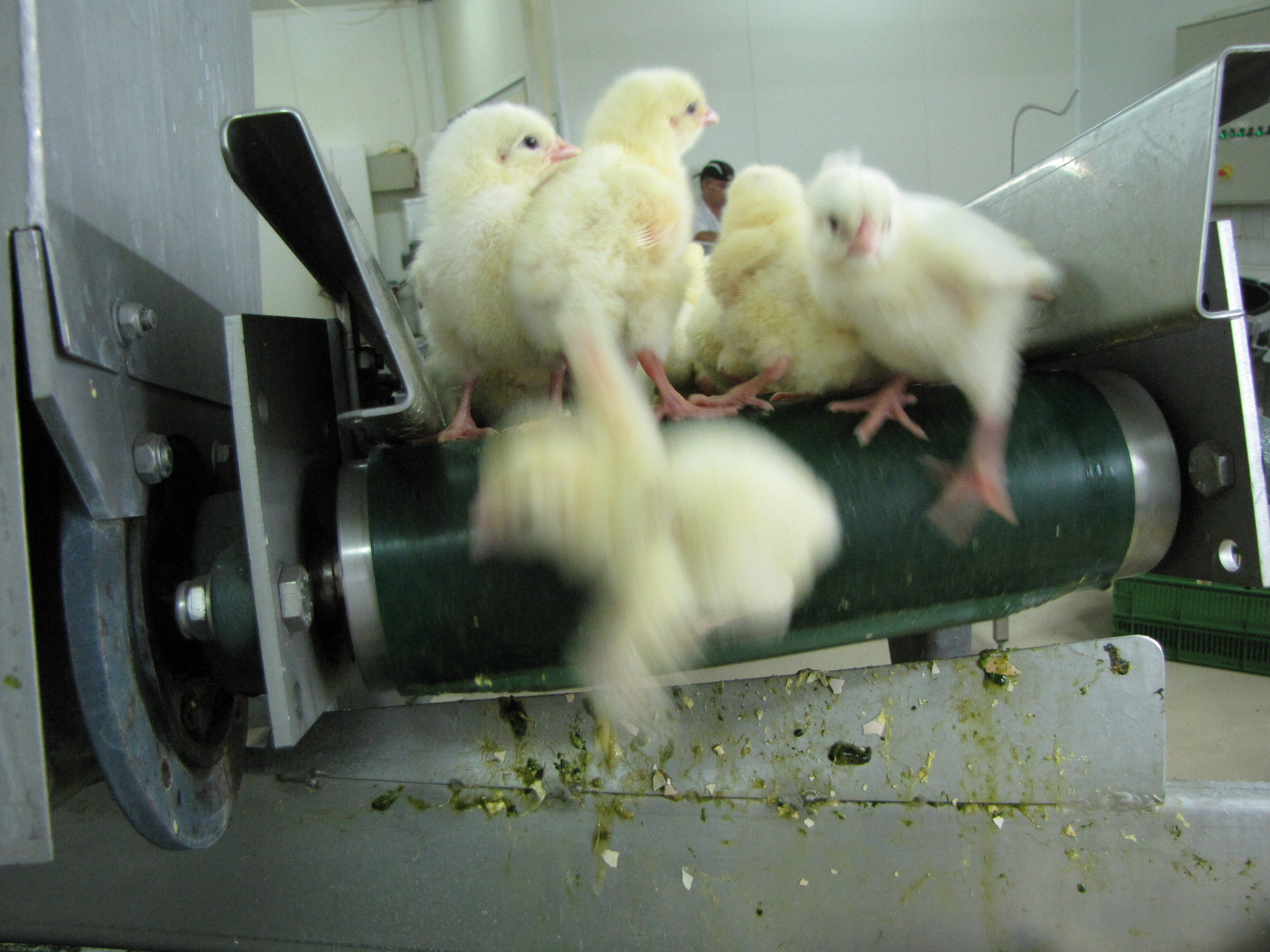
在輸送帶上，幾秒後被絞碎的公雞。

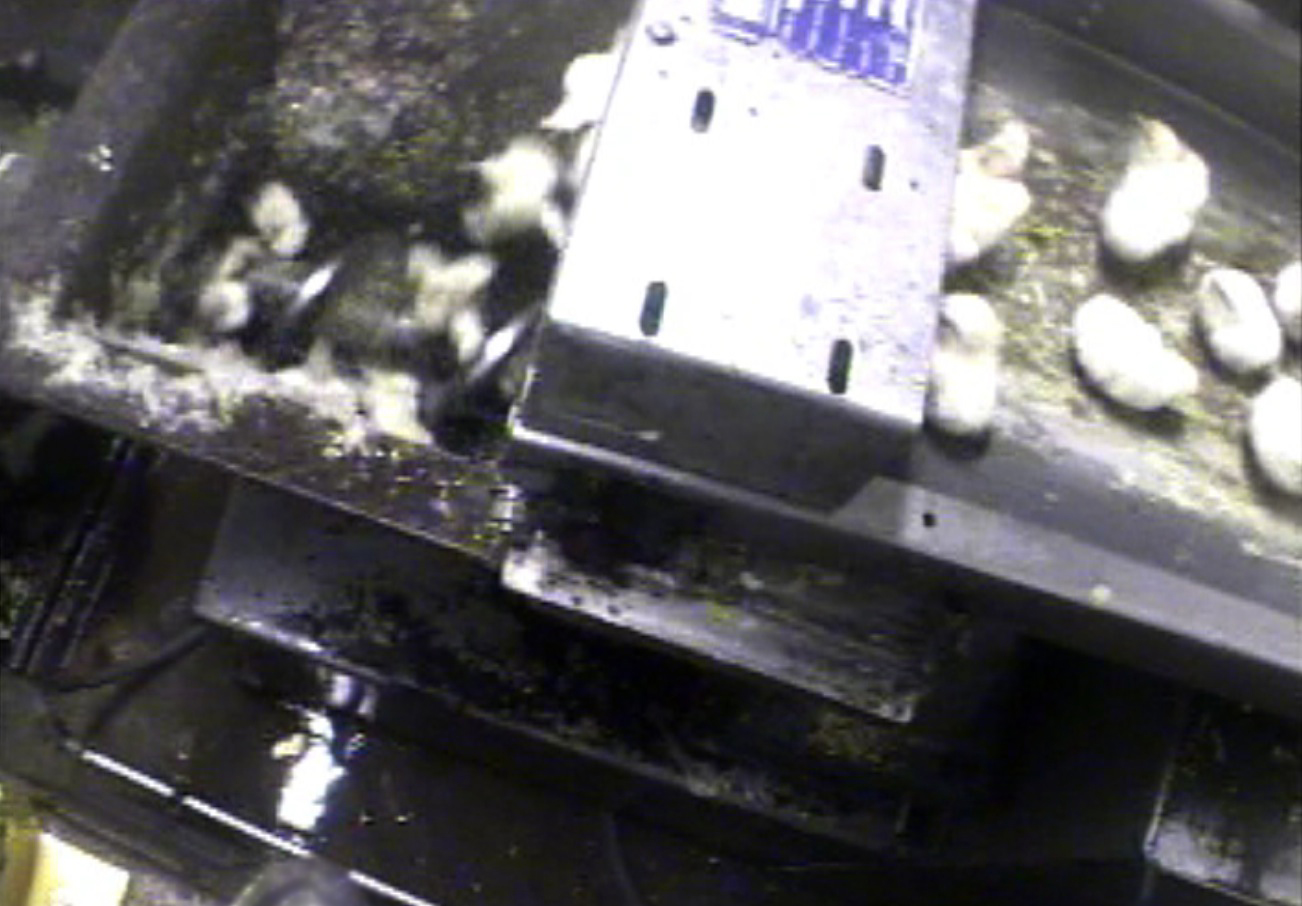
絞碎中的公雞。

宰殺雛鳥是指畜牧業者在禽鳥剛孵化不久就因不符所需性別而將雛鳥宰殺的做法，常見於雞蛋生產過程，因為公雞不能下蛋，且蛋雞經過品種培育後作為肉雞飼養的效益過低。除了不能下蛋的公雞，還有病弱的母雞，以及肝醬用的鵝和鴨中肝臟成長率較差的雌性也會被剔除。此做法不論是籠飼、放養、或有機飼養的業者都廣泛使用，只有極少數業者避免此行為。每年全世界有約七十億隻公雞以及四千萬隻母鴨被如此宰殺。
常見的宰殺方法包括直接以機器絞碎及二氧化碳窒息。由於絞碎的時間最快，在西方國家認為是較人道的做法，也是最常用的方法。宰殺後的肉通常會做為飼料或肥料。
在部份歐盟國家，宰殺雛鳥是違法的，不想養公雞的蛋農必須在雞蛋孵化前鑑定性別並剔除不要的蛋。

## 歷史
養殖業大約在1920—30年代開始育種區分蛋雞和肉雞。在此之前，所有品種的雞都同時充當蛋雞和肉雞，公雞養來取肉，母雞養來下蛋，因此不會宰殺公雞。但在養出下蛋品種的雞之後，及早宰殺公雞就成了降低成本的重要手段，並發展出能盡早判斷雛鳥性別的方法。
出於動物福利考量，2010年代起科學家研發了從未孵化的蛋鑑定性別的方法，能在孵化前汰除雄性。在美國，業者曾在2016年設定目標要在2020年改鑑定雞蛋的性別，但在2020年表示未能找到可行的替代方案。在歐洲，2018年世界上第一批不需宰殺公雞的量產雞蛋在德國上市。2022年，法國和德國全面禁止宰殺孵化的雛鳥，並邀集其他歐盟國家採納相同政策，義大利隨即加入。

## 方法
各地法規允許的宰殺方式不盡相同，但較常見的方法有：

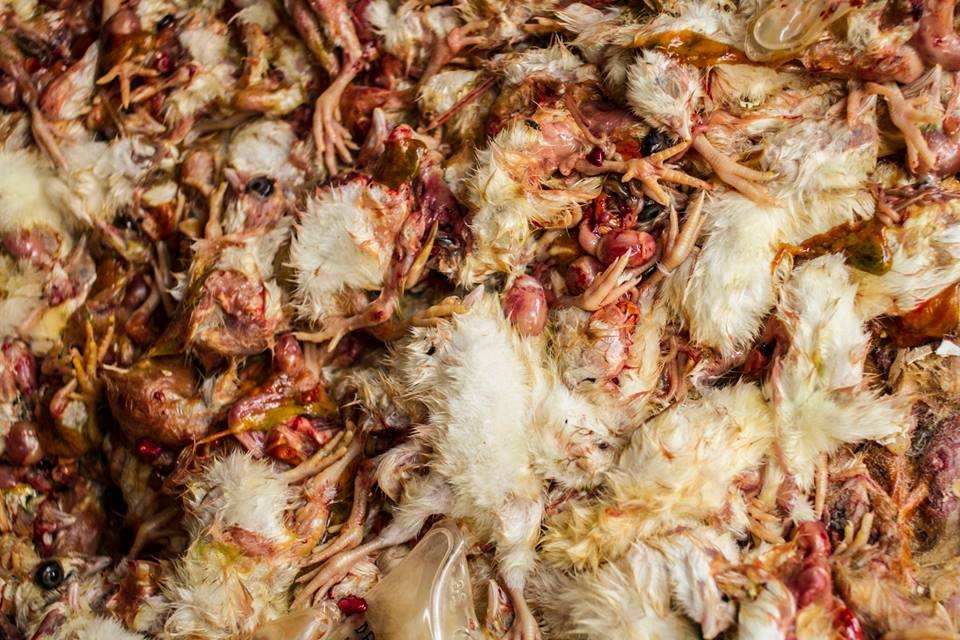
未能正常絞碎的雞。正常運作下，應瞬間完全絞碎，但照片中可見完整的雞頭。

- 用機器高速絞碎[13]
- 窒息：用二氧化碳[13][14]，或是悶在塑膠袋裡[15]
- 扭斷脖子
- 電擊[16]